# Segvinijev kesten
Segvinijev kesten (lat. Castanea seguinii) Segvinijev kesten je malo stablo ili grm i jedna je od 9 vrsta kestena koji potiĉe iz južne i srednje Kine. Sporadiĉno se gaji i u Francuskoj (Mišić, 2002). 

## Opis
Grm ili drvo do 12 m. Listovi opadajući, 6–14 × 3–5(–7) cm, duguljasti ili obrnuto jajasti do eliptični, gornja površina gola, donja površina prekrivena žućkasto smeđim žlijezdama nalik ljuskama i rijetkim dlačicama duž žilica (u mladosti), 10–15 sekundarnih žila sa svake strane srednje žile, rubovi grubo nazubljeni, vrh dugo ušiljen; peteljka duga 0,5–1,5 cm; listići lancetasti, 0,7-1,5 cm dugi, u plodu padaju. Stapni cvatovi mačićasti, dugi 5-12 cm. Ženski cvjetovi pojedinačni ili po nekoliko u kupuli; kupula promjera 3-5 cm, prekrivena bodljastim braktejama, duga 0,6-1 cm. Dva do tri u plodu, promjera 1,5-2 cm. Cvjeta od svibnja do srpnja, plod donosi od rujna do studenog (Kina). Huang et al. 1999. Distribucija KINA: Anhui, Fujian, Guangdong, Guangxi, Guizhou, Henan, Hubei, Hunan, Jiangsu, Jiangxi, Shaanxi, Shanxi, Sichuan, Yunnan, Zhejiang. Stanište Mješovita mezofitna šuma, šikare i voćnjaci između 400 i 2000 m n.v.